# استارکویل (میسیسیپی)
استارکویل (به انگلیسی: Starkville) شهری در ایالت میسیسیپی کشور ایالات متحده آمریکا است که جمعیت آن در سرشماری سال ۲۰۱۰ میلادی، ۲۳٬۸۸۸
نفر بوده‌است. دانشگاه ایالتی میسیسیپی در حومه ی این شهر واقع شده است. 